# Euzebiusz Huchracki

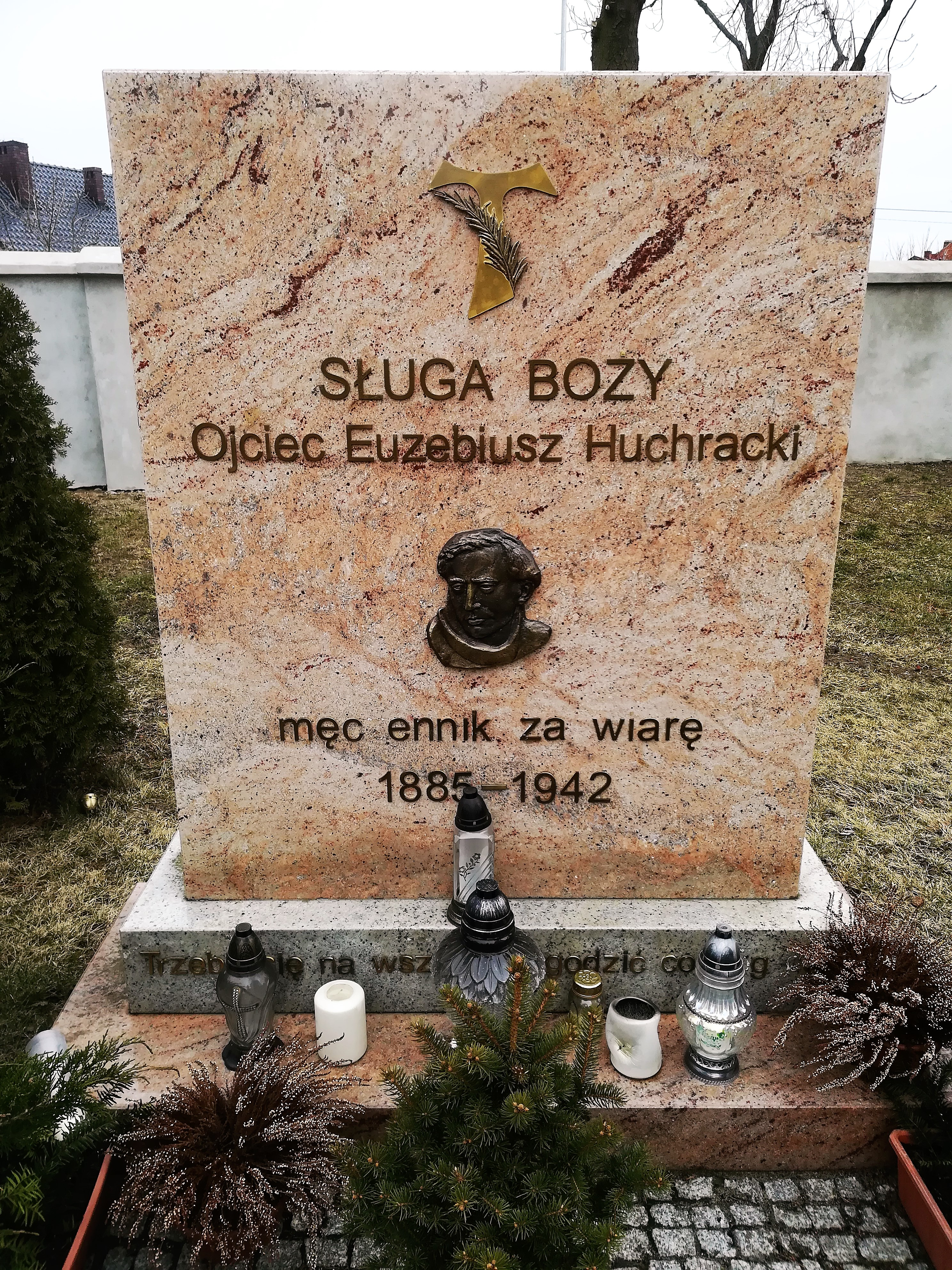
Pomnik przy klasztorze w Goruszkach

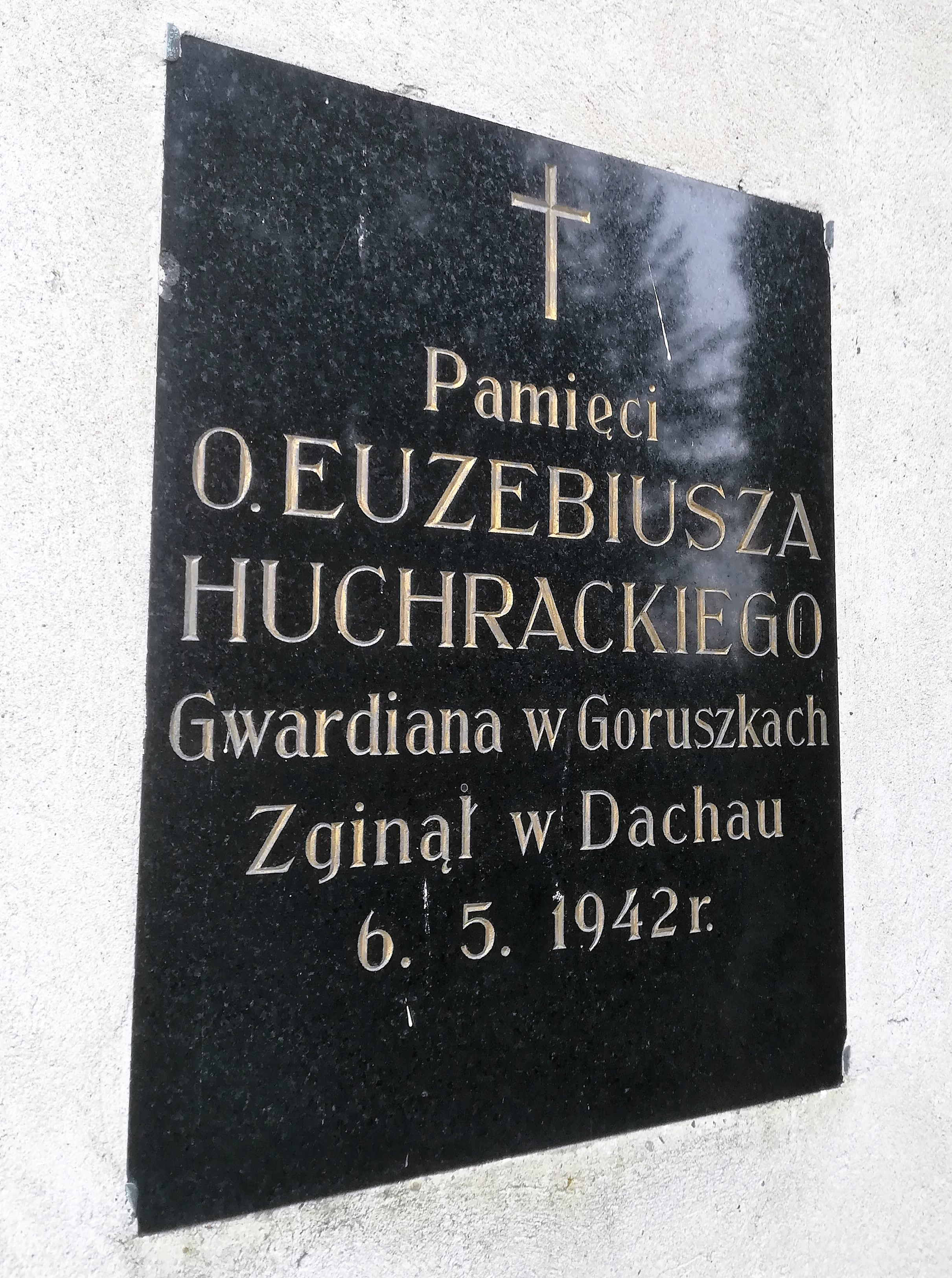
Tablica na klasztorze w Goruszkach

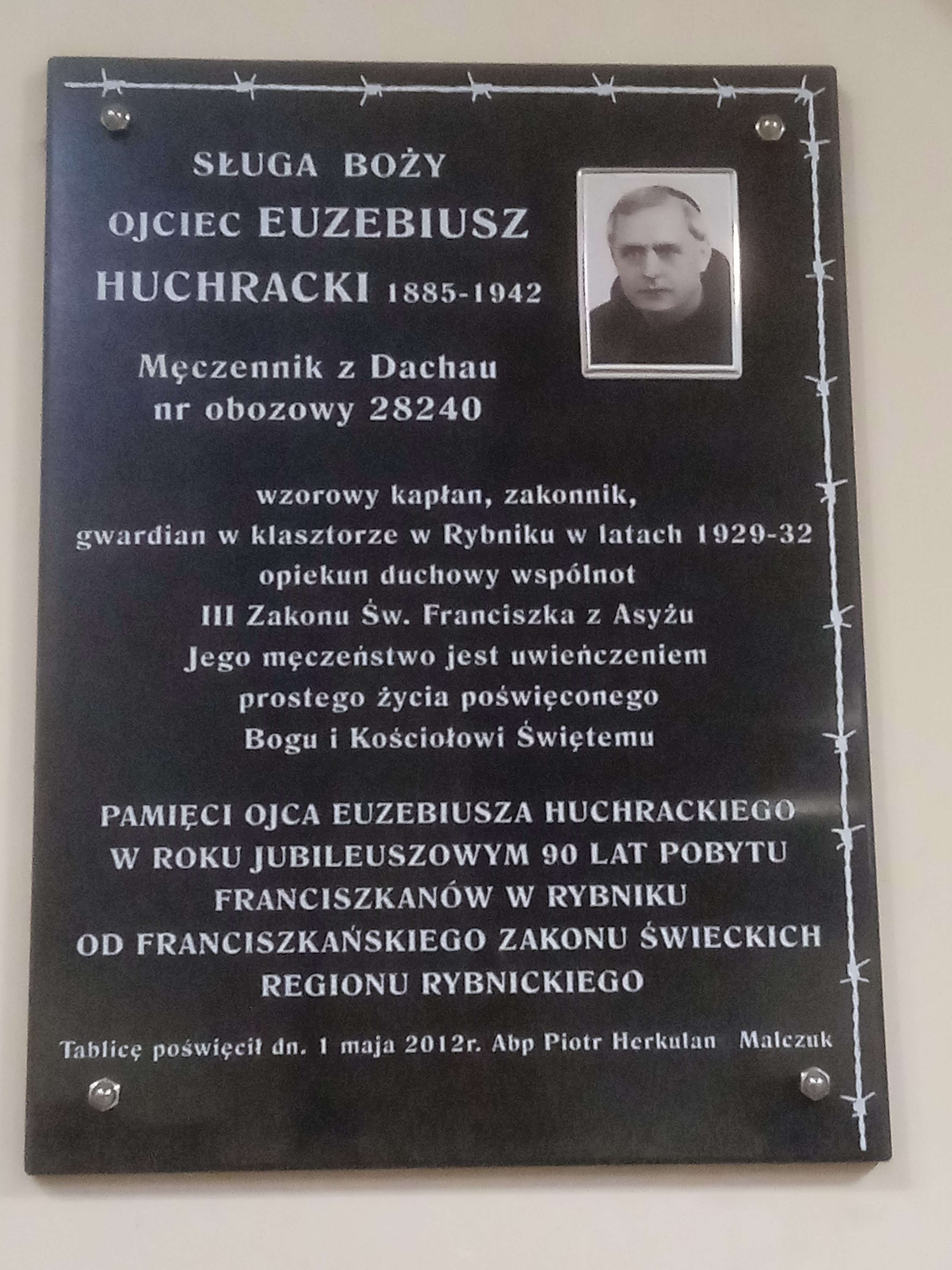
Tablica w kościele św. Józefa Robotnika w Rybniku

Euzebiusz Józef Huchracki OFM (ur. 15 października 1885 w Katowicach, zm. w nocy z 5/6 maja 1942 w Hartheim k. Linzu) – polski duchowny katolicki, franciszkanin z Prowincji Wniebowzięcia NMP Zakonu Braci Mniejszych w Katowicach, Sługa Boży Kościoła katolickiego i męczennik.

## Życiorys
Euzebiusz Huchracki urodził się jako syn stolarza kopalnianego Piotra i Stanisławy z d. Bonczkowskiej. Szkołę powszechną ukończył w Katowicach. Następnie przeniósł się do Wrocławia, gdzie postanowił wstąpić do stanu duchownego. Po zdaniu matury zgłosił się do furty klasztornej wrocławskich franciszkanów. Nowicjat rozpoczął 7 kwietnia 1906, przybierając imię zakonne Euzebiusz. Studia filozoficzno-teologiczne ukończył w zakonnym seminarium we Wrocławiu-Karłowicach. 21 czerwca 1913 r. z rąk kardynała Georga Koppa przyjął święcenia kapłańskie. Mszę prymicyjną odprawił w nowo wybudowanej świątyni franciszkańskiej w swym rodzinnym mieście Katowicach (dzisiaj Bazylika Mniejsza w Panewnikach). W 1914 został powołany do służby w Reichswehrze. Przebywał na froncie wschodnim i zachodnim, nigdy nie ściągając zakonnego habitu. Otrzymał odznaczenie wojskowe Żelazny Krzyż II klasy, jako proboszcz i major 37 Dywizji Piechoty. Po plebiscycie na Górnym Śląsku powstała nowa polska jednostka zakonna, do której przeniósł się o. Euzebiusz. Był polskim patriotą, zwolennikiem Wojciecha Korfantego. Jako kapłan zakonny pracował w: Choczu, Wieluniu, Rybniku, Wronkach, Pakości i Osiecznej.

### Pobyt w obozach koncentracyjnych i męczeńska śmierć
W czerwcu 1938 władze zakonne powierzyły o. Huchrackiemu urząd gwardiana klasztoru franciszkańskiego w Miejskiej Górce na Goruszkach koło Rawicza. Tam zastała go wojna. W lutym 1940 do klasztoru przywieziono okolicznych księży. Stał się on miejscem internowania. Zabroniono opuszczać teren zabudowań klasztornych. O. Euzebiuszowi, wiedząc o jego śląskim pochodzeniu i wcześniejszej służbie w armii niemieckiej, zaproponowano udanie się do Generalnego Gubernatorstwa. Stanowczo odmówił. Według naocznych świadków, miał odpowiedzieć niemieckiemu oficerowi: „Ich bin Pole und ich bleibe Pole!” („Jestem Polakiem i Polakiem zostanę!”). 2 kwietnia 1941 oficjalnie zlikwidowano klasztor, przeznaczając budynek na cele więziennictwa. O. Euzebiusz po zinwentaryzowaniu mienia wyjechał w towarzystwie dwóch innych zakonników do Lubinia, a następnie w październiku tego samego roku do poznańskiego Fortu VII. Do niemieckiego obozu koncentracyjnego w Dachau o. Euzebiusz trafił wraz z innymi polskimi duchownymi 30 października 1941. W obozie otrzymał numer 28240. Przebywał w bloku 28, w izbie 4. Ze względu na zły stan zdrowia został osadzony z innymi księżmi katolickimi na zamku Hartheim pod Linzem (obecnie Austria)) i został przeznaczony na zgładzenie. Tam zginął wraz z innymi chorymi i inwalidami zagazowany w samochodzie wyposażonym w komorę gazową. Żegnając się ze współwięźniami powiedział: 

Trzeba się na wszystko zgodzić, co Bóg da.... Z Bogiem!

## Proces beatyfikacyjny
Jest jednym z 122 Sług Bożych wobec których 17 września 2003 rozpoczął się proces beatyfikacyjny drugiej grupy polskich męczenników z okresu II wojny światowej. 24 maja 2011 w Pelplinie zakończył się etap diecezjalny, a wszystkie dokumenty przesłano do Kongregacji Spraw Kanonizacyjnych w Rzymie.